# Bite It Like a Bulldog
„Bite It Like A Bulldog“ je singl finske hard rok grupe Lordi. Ovo je prvi singl sa njihovog četvrtog studijskog albuma po imenu Deadache. Objavljen je 3. septembra 2008. godine. Za pesmu je snimljen i spot, koji je objavljen 3. oktobra 2008. godine. Takođe postoji i specijalno izdanje ovog singla, koje su Lordi podelili besplatno svojim fanovima na koncertu u jednom šoping centru u finskom gradu Espo. Kita, Awa i OX su bili prisutni na dodeli singla i delili autograme uz njega.

## Muzički spot
Za pesmu je snimljen i muzički spot i objavljen je 3. oktobra 2008. godine. Limpu Lindberg, koji je radio sa Lordima kao grafički dizajner, producirao je spot. Mr. Lordi je rekao da cilj spota bio da se na neki način izdvoji od ostalih spotova Lorda i pokaže novi, više groteski izgled benda.

## Specijalno izdanje
Specijalno izdanje verzije singla podeljeno je na koncertu koji je bio održan u šoping centru „Selo“, u finskom gradu Espo, kako bi proslavili 550-tu godišnjicu grada. Kita, Awa i OX su takođe bili tamo i delili autograme fanovima. Na omotu specijalnog izdanja singla nalazi se slika OX koju je nacrtao Mr. Lordi.
Dok je priča u ovom spotu mnogo tajanstvenija nego u prethodnim spotovima, deluje kao da se priča vrti oko policijskog detektiva koji pretražuje klanicu kako bi našao dokaze (na nešto što su Lordi učinili). Iz tog razloga Lordi ga muče bolnim zvukom koji se emituje sa ploče, dok se na televizoru prikazuju nekoliko snimaka kuća koje su napali monstrumi. Detektiv pronalazi Lorde u strahu i šoku i ga Mr. Lordi napada. Ava drži video kameru i spot se završava sa slikom sa te kamere.

## Spisak pesama
1. „Bite It Like A Bulldog“ (3:28)

## Članovi benda
- Mr. Lordi - Vokal
- Amen - Gitara, Prateći vokal
- OX - Bas gitara, Prateći vokal
- Awa - Klavijature, Prateći vokal
- Kita - Bubnjevi, Prateći vokal